# ایم چول سو
ایم چول سو (کره‌ای: 임철수؛ زادهٔ ۲۲ اوت ۱۹۸۴) بازیگر اهل کره جنوبی است. او به خاطر ایفای نقش مکمل در درام‌های کره‌ای شناخته می‌شود.

## فیلم‌شناسی

### فیلم
| سال  | عنوان                               | نقش                    | توضیحات      |
| ---- | ----------------------------------- | ---------------------- | ------------ |
| ۲۰۱۰ | در جستجوی آقای سرنوشت               | ناشناس                 | حضور افتخاری |
| ۲۰۱۶ | فراموش‌نشدنی                         | مرد جوان در بازار ماهی | سیاهی‌لشکر    |
| ۲۰۱۶ | موسودان                             | افسر ارتش کره شمالی    |              |
| ۲۰۱۶ | بازیگر بزرگ                         | تیم تولید خون شیطان    |              |
| ۲۰۱۷ | همراه با خدایان: دو جهان            | آتش‌نشان                | سیاهی‌لشکر    |
| ۲۰۱۸ | همراه با خدایان: ۴۹ روز آخر         | دستیار وون مک          |              |
| ۲۰۱۸ | نبرد بزرگ                           | سرباز                  | سیاهی‌لشکر    |
| ۲۰۱۹ | رومانگ                              | جوانی کیم گا           | حضور افتخاری |
| ۲۰۱۹ | فیزیک کوانتومی: ریسک یک زندگی شبانه | کیم سانگ سو            |              |
| ۲۰۲۱ | سه خواهر                            | دانشجوی کالج           | حضور افتخاری |
| ۲۰۲۱ | گروگان: سلبریتی گمشده               | بانگ گا                | حضور افتخاری |

### مجموعه تلویزیونی
| سال     | عنوان           | نقش           | توضیحات                    | منابع             |
| ------- | --------------- | ------------- | -------------------------- | ----------------- |
| ۲۰۱۵    | جینگ بیروک      | سونگ یو جین   |                            |                   |
| ۲۰۱۵    | شش اژدهای پرنده | سرباز         |                            | [ ۲ ]             |
| ۲۰۱۵    | پاسخ به ۱۹۸۸    | گانگستر       | حضور افتخاری               | [ ۲ ]             |
| ۲۰۱۶    | سیگنال          | خبرچین        | حضور افتخاری (قسمت ۶–۷، ۹) | [ ۲ ]             |
| ۲۰۱۸    | آقای آفتاب      | جون سونگ جه   |                            | [ ۲ ] [ ۳ ]       |
| ۲۰۱۸    | عالیجناب        | پارک جه هو    |                            |                   |
| ۲۰۱۹    | گل نوکدو        | کیم سونگ هو   |                            |                   |
| ۲۰۱۹    | سقوط بر روی تو  | پارک سو چان   |                            | [ ۲ ] [ ۴ ] [ ۳ ] |
| ۲۰۲۰    | دکتر رمانتیک ۲  | لوآن شارک     |                            | [ ۲ ] [ ۵ ]       |
| ۲۰۲۰    | غریبه ۲         | ایم جونگ گیو  |                            | [ ۲ ]             |
| ۲۰۲۱    | وینچنزو         | آن کی سوک     |                            | [ ۴ ] [ ۳ ]       |
| ۲۰۲۱    | صدا ۴           | جانگ سو چول   | حضور افتخاری               | [ ۶ ]             |
| ۲۰۲۱    | کیمرا           | هونگ یونگ شیک | حضور افتخاری (قسمت ۱–۲)    |                   |
| ۲۰۲۲–۲۳ | کیمیای روح      | استاد لی      | پارت ۱–۲                   | [ ۴ ] [ ۳ ]       |
| ۲۰۲۲    | وب‌تون امروز     | نا کانگ نام   |                            | [ ۴ ] [ ۷ ]       |